# 3I Sky Arrow
O Sky Arrow é um avião monomotor com assentos em tandem para dois ocupantes, tem a configuração de motor em pusher, isto é configuração de hélice propulsora ao contraria da maioria que tem configuração tratora. A configuração alar é de asa alta em fibra de carbono que o torna leve.
O modelo foi inicialmente desenvolvido e produzido pela empresa italiana 3I (Iniziative Industriali Italiane), que entrou em falência em 2008, o design do modelo foi comprado em 2012 pela empresa também italiana Magnaghi Aeronautica, hoje atual detentora e comercializadora do modelo.
A aeronave está sob processo de certificação na ANAC para uso em território brasileiro.

## Galeria

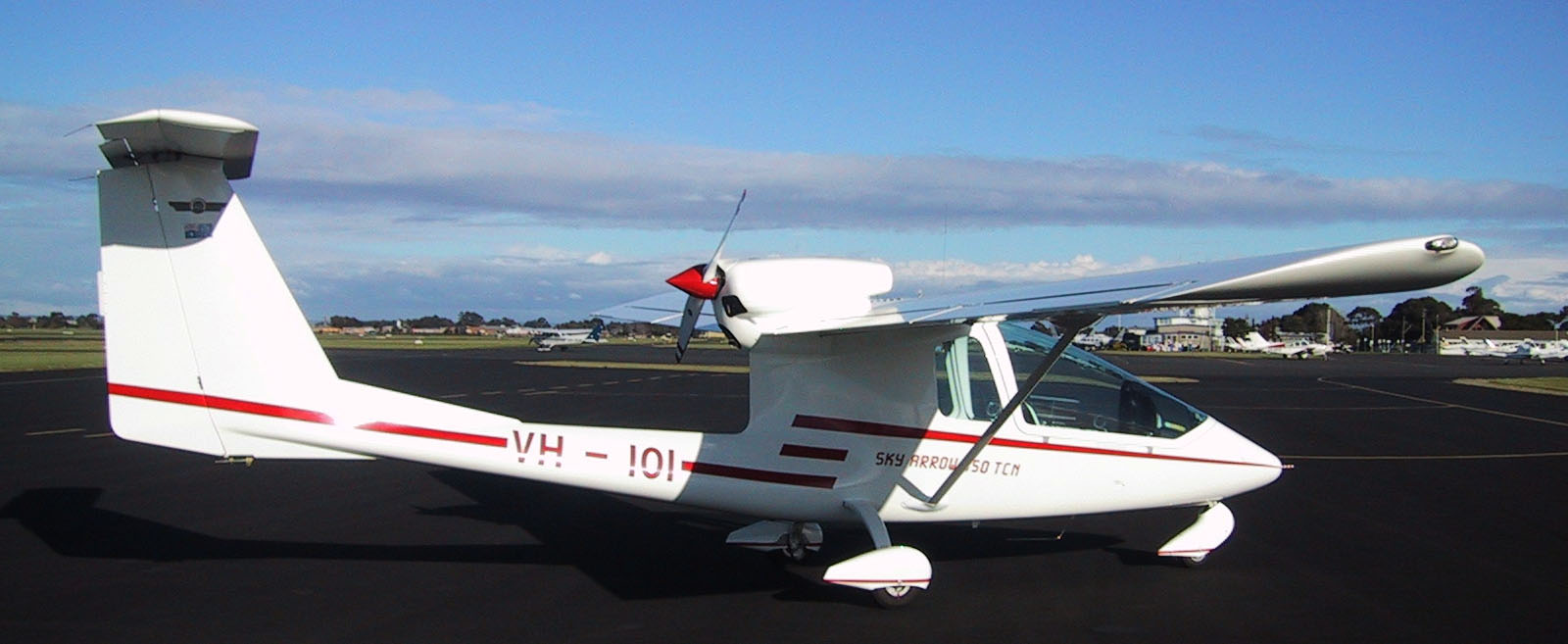
Sky Arrow 650 TCN vista lateral
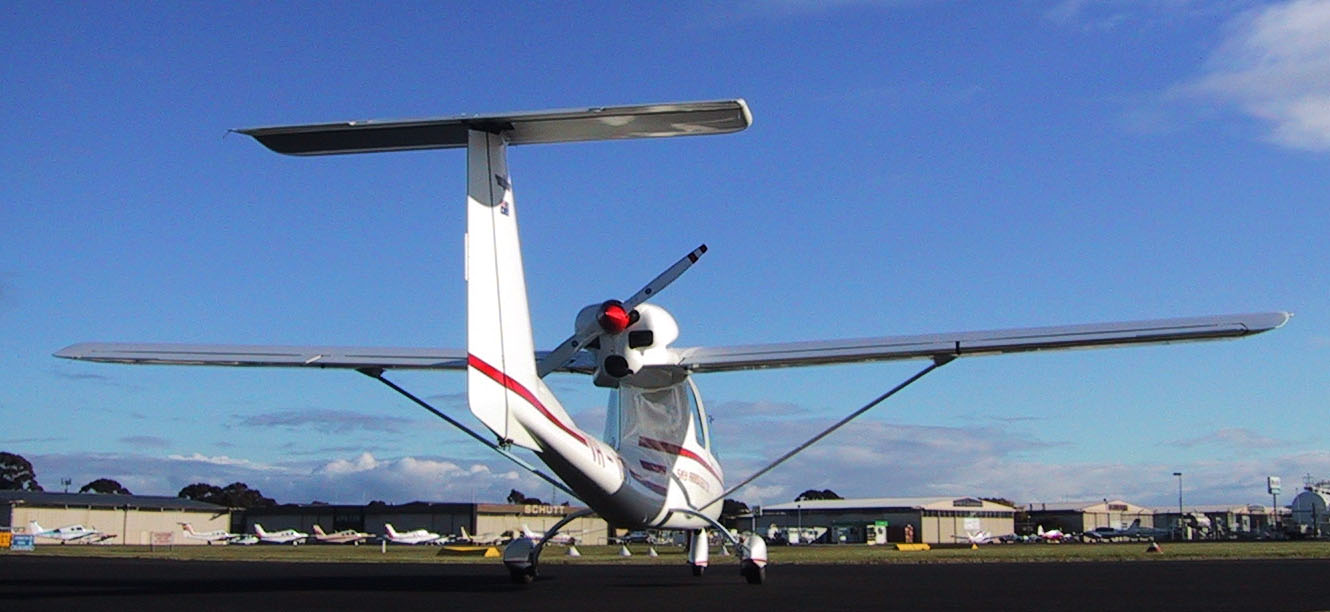
Sky Arrow 650 TCN vista traseira mostrando o hélice propulsor
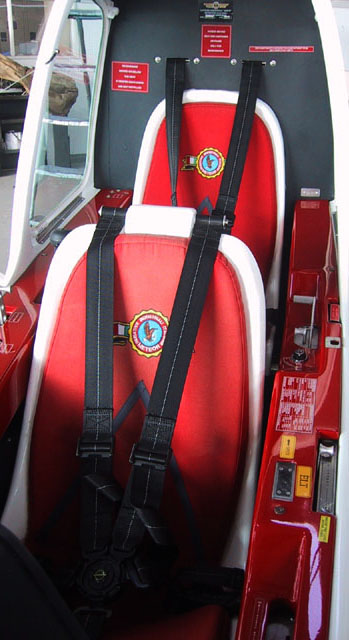
Sky Arrow 650 TCN visão do cockpit e disposição dos assentos em tandem